# Мохалес-Хук
Мохалес-Хук (сесото Mohale's Hoek) — адміністративний центр району Мохалес-Хук в Лесото. Станом на 2006 рік населення становило 24,9 тис. осіб. Місто названо на честь Мохале (молодшого брата короля Мошвешве I), який керував цими землями у 1830-х роках.